# Dompierre-les-Tilleuls
Dompierre-les-Tilleuls település Franciaországban, Doubs megyében. Lakosainak száma 291 fő (2022. január 1.). Dompierre-les-Tilleuls Chapelle-d’Huin, La Rivière-Drugeon és Bouverans községekkel határos.

## Népesség
A település népességének változása:
| Lakosok száma | 214  | 180  | 207  | 259  | 255  | 263  | 267  | 314  | 307  | 291  |
|               | 1968 | 1982 | 1990 | 2006 | 2013 | 2015 | 2017 | 2019 | 2020 | 2022 |